# Elezioni generali in Sierra Leone del 2007
Le elezioni generali in Sierra Leone del 2007 si tennero l'11 agosto per l'elezione del Presidente e il rinnovo del Parlamento.

## Risultati

### Elezioni presidenziali
| Candidati          | Partiti                                           | I turno   | I turno | II turno  | II turno |
| Candidati          | Partiti                                           | Voti      | %       | Voti      | %        |
| ------------------ | ------------------------------------------------- | --------- | ------- | --------- | -------- |
| Ernest Bai Koroma  | All People's Congress                             | 815 523   | 44,34   | 950 407   | 54,62    |
| Solomon Berewa     | Partito del Popolo di Sierra Leone                | 704 012   | 38,28   | 789 651   | 45,38    |
| Charles Margai     | Movimento Popolare per il Cambiamento Democratico | 255 499   | 13,89   |           |          |
| Andrew Turay       | Partito Popolare della Convenzione                | 28 610    | 1,56    |           |          |
| Amadu Jalloh       | Alleanza Democratica Nazionale                    | 17 748    | 0,96    |           |          |
| Kandeh Baba Conteh | Partito della Pace e della Liberazione            | 10 556    | 0,57    |           |          |
| Abdul Kady Karim   | Partito Popolare Nazionale Unito                  | 7 260     | 0,39    |           |          |
| Totale             | Totale                                            | 1 839 208 | 100     | 1 740 058 | 100      |

### Elezioni parlamentari
| Liste                                             | Voti      | %     | Seggi |
| ------------------------------------------------- | --------- | ----- | ----- |
| All People's Congress                             | 728.898   | 40,73 | 59    |
| Partito del Popolo di Sierra Leone                | 707.608   | 39,54 | 43    |
| Movimento Popolare per il Cambiamento Democratico | 275.435   | 15,39 | 10    |
| Alleanza Democratica Nazionale                    | 31.388    | 1,75  | -     |
| Partito Popolare della Convenzione                | 15.303    | 0,86  | -     |
| Partito Popolare Nazionale Unito                  | 14.078    | 0,79  | -     |
| Partito della Pace e della Liberazione            | 6.752     | 0,38  | -     |
| Altri                                             | 10.127    | 0,57  | -     |
| Totale                                            | 1.789.589 |       | 112   |

## Cronologia

### Eventi precedenti le elezioni
Il Vicepresidente Solomon Berewa è stato scelto come candidato alle presidenziali dal partito di governo SLPP, all'inizio di settembre 2005. Il presidente in carica, Ahmed Tejan Kabbah anche lui del SLPP, non poteva concorrere essendo già stato eletto per due mandati. In Sierra Leone dunque, contrariamente a ciò che è avvenuto in molti stati africani, non è stata modificata la legge per permettere al presidente di presentarsi di nuovo. Il 2 luglio 2007, il ministro degli esteri Momodu Koroma è stato nominato candidato alla vicepresidenza dal SLPP. Ernest Bai Koroma è stato nominato candidato presidenziale dell'APC, principale partito di opposizione, con Samuel Sam-Sumana come candidato alla vicepresidenza, mentre Charles Margai è stato scelto candidato del Movimento Popolare per il Cambiamento Democratico (PMDC), con Ibrahim Tejan-Jalloh candidato alla vicepresidenza. Margai aveva fondato il PMDC attraverso una scissione dal SLPP nel 2005, indebolendo così il partito di governo. Questi sono i principali candidati alla presidenza e alla vicepresidenza, appartenenti ai tre principali partiti.
Nel maggio 2007, la Commissione Elettorale Nazionale (National Electoral Commission, NEC) ha rinviato le elezioni di due settimane, adducendo problemi tecnici legati alla dissoluzione del parlamento. La decisione è stata criticata dall'opposizione per il fatto che le elezioni venivano a cadere in pieno nel periodo del culmine della stagione delle piogge, causando così maggiori difficoltà nelle operazioni di voto. L'11 maggio, però, la presidente del NEC, Christiana Thorpe, rifiuta di rinviare ancora le elezioni fino a dicembre, affermando che un rinvio così lungo sarebbe stato incostituzionale. Per limitare i disagi agli elettori durante le piogge, secondo la Thorpe, si sarebbero costituiti più seggi.

### Campagna elettorale
La campagna elettorale è iniziata il 10 luglio. Durante la campagna ci sono stati episodi di violenza, anche se il 2 agosto un portavoce dell'esercito ha descritto il paese come "relativamente calmo e pacifico" prevedendo elezioni "pacifiche, credibili e libere dalla violenza". Il portavoce ha anche affermato che l'esercito non sarebbe intervenuto nelle questioni politiche.
Il candidato dell'APC Koroma è stato accusato di tentato omicidio il 23 luglio 2007, quando, secondo l'APC, un gruppo di uomini armati guidati da Tom Nyuma (che aveva partecipato al colpo di stato del 1992 contro il governo dell'APC) hanno tentato di entrare nella sua stanza di albergo per ucciderlo. In una lettera all'Ispettore Generale della Polizia ai primi di agosto, Berewa accusava l'APC e il PMDC di pianificare disordini durante le elezioni e di voler intimidire i sostenitori del SLPP. L'accusa nello specifico era di far vestire propri sostenitori con le divise della Divisioni di Supporto alle Operazioni (Operational Support Division) e di mandarli nei seggi elettorali. Anche il segretario generale dell'APC Victor Foh ha accusato il SLPP di pianificare frodi elettorali.

### Giorno delle elezioni e spoglio
Ci sono stati circa 2,6 milioni di elettori registrati il giorno delle elezioni e 6.171 sezioni elettorali. Gli osservatori hanno descritto un voto pacifico, sebbene in alcuni casi vi siano stati disordini provocati da bande di giovani durante le operazioni di scrutinio, portando ad un aumento delle misura di sicurezza. L'affluenza è stata alta nonostante le piogge, con lunghe code ai seggi. Gli osservatori internazionali hanno espresso apprezzamenti e stimano l'affluenza intorno al 70%. Marie-Anne Isler-Béguin, a capo della missione di osservatori dell'Unione europea, ha descritto il voto come "ben organizzato, positivo e trasparente", ma ha anche detto che il SLPP godeva di un grande vantaggio essendo al governo ed avendo il sostegno di alcuni capi tradizionali, avendo inoltre una predominanza nei programmi della televisione di stato. Gli osservatori dell'UE hanno anche detto che Berewa potrebbe aver distribuito denaro agli elettori a casa sua, cosa che il SLPP ha denunciato come "senza base e infondata".
La conta dei voti è stata fatta nei seggi pubblicamente, alla presenza dei rappresentanti dei partiti. Il 13 agosto, Kabbah ha scoraggiato le "dichiarazioni provocatorie e infiammatorie" dicendo che la polizia avrebbe dovuto "trattare fermamente ogni attentato alla pace e alla stabilità della nazione". Lo stesso giorno, la presidente del NEC, Thorpe, annunciava i risultati del 7,4% dei seggi; su 150.374 voti, Koroma era già in vantaggio, con 107.341 preferenze, mentre Berewa ne aveva 33.041. Ulteriori risultati del 14 agosto, sul 19% dei seggi, mostravano Koroma ancora in testa su Berewa, con 204.774 voti contro 106.487. Margai, al terzo posto, ne aveva 43.904. Nel frattempo, il segretario delle Nazioni Unite Ban Ki Moon fa appello alla preservazione di un'"atmosfera di calma e ordina pubblico" e chiede che ogni "disputa potenziale " dovrebbe essere risolta "all'interno dei canali legali".
Il 15 agosto, un portavoce dell'APC dichiarava che il proprio partito avrebbe ottenuto, sulla base di propri conti, 61 seggi, ottenendo la maggioranza, sebbene ufficialmente ci fossero i risultati ufficiali solo per quattro seggi, due per l'APC, uno per il SLPP e uno per il PMDC.
Il 18 agosto, i risultati dell'81% dei seggi mostravano Koroma ancora in testa col 44% dei voti e Berewa con il 38%. Il 20 agosto, per le elezioni parlamentari, l'APC aveva 21 seggi, il SLPP 10 e il PMDC quattro. L'affluenza era stimata intorno al 76%.
Nel frattempo, il 19 agosto, Margai dichiarava il proprio appoggio a Koroma nel secondo turno. Un portavoce del PMDC spiega che il PMDC ha tutto l'interesse ad appoggiare l'APC per assicurare un governo più rappresentativo e assicurare la propria sopravvivenza come partito, mentre l'APC avrebbe interesse ad assicurarsi l'appoggio del PMDC per avere un sostegno forte anche nel sud del paese (SLPP e PMDC hanno maggiori consensi al sud, mentre l'APC trova maggiori consensi al nord). Viceversa il SLPP avrebbe interesse a far sparire il PMDC. Le controversie nel PMDC riguardo l'appoggio all'APC vengono superate dopo che Margai si consulta con il partito.
I risultati complessivi provvisori, pubblicati il 23 agosto, mostrano Koroma con 815.523 voti (44,3%), Berewa con 704.012 voti (38,3%) e Margai con 255.499 voti (13,9%). Thorpe conferma che sarà necessario un secondo turno di ballottaggio tra Koroma e Berewa. Nelle elezioni parlamentari l'APC ottiene 59 seggi, il SLPP 43, e il PMDC 10. L'affluenza è stimata attorno al 75,8%.
Margai ha affermato il 24 agosto che l'APC e il PMDC faranno campagna elettorale assieme per il ballottaggio presidenziale. Koroma chiede a Berewa di ritirarsi e riconoscere la sconfitta per far risparmiare I soldi delle elezioni.
Il 25 agosto, la NEC conferma i risultati provvisori, e annuncia che il secondo turno delle presidenziali si terrà l'8 settembre, e che la campagna elettorale si svolgerà tra il 25 agosto e il 6 settembre.
I risultati presentano grosse variazioni tra i vari distretti del paese, essendo i sostenitori dell'APC predominanti nel nord e nell'ovest, mentre il SLPP ha vinto nel sud e nell'est, nonostante la scissione del PMDC. I partiti hanno ottenuto scarsi risultati fuori dalle loro roccaforti regionali; l'APC ha vinto solo due dei 59 seggi al di fuori del nord e dell'ovest. Koroma ha ricevuto i suoi migliori risultati nei distretti di Bombali (83,9%), Tonkolili (82,2%) e Port Loko (78,6%), mentre Berewa ha ottenuto i suoi migliori risultati nei distretti di Kailahun (77,1%), Kenema (63,0%) e Kono (57,1%). Margai ha avuto la maggioranza solo nel distretto di Bonthe (61,1%).
Il SLPP, con qualche riserva, ha accettato il risultato delle elezioni l.
Due partiti minori, l'Alleanza Democratica Nazionale (NDA) e il Partito della Pace e della Liberazione (PLP), guidati rispettivamente da Amadu Jalloh, candidato presidenziale piazzatosi nel primo turno al quinto posto, e Kandeh Baba Conteh, giunto sesto, hanno annunciato il loro sostegnoa Berewa il 27 agosto. Anche il candidato piazzatosi quarto Andrew Turay del Partito Popolare della Convenzione (CPP) ha poi annunciato il supporto a Berewa all'inizio di settembre.
Dopo incidenti tra sostenitori delle due parti a Freetown e Koidu, il presidente Kabbah il 27 agosto ha minacciato di proclamare lo stato di emergenza se non fosse cessato il clima di violenza e intimidazione. Altri incidenti sono avvenuti anche in altre parti del paese nei giorni successive. La violenza ha costretto infine Koroma a terminare la sua campagna elettorale nel sud. Il 1º settembre a Freetown sono esplosi incidenti con dozzine di vittime; la polizia ha dovuto intervenire con i gas lacrimogeni. Lo stesso giorno, Koroma e Berewa si sono accordati per tenere una marcia per la pace il 3 settembre sperando di disinnescare la violenza. I due candidati si sono inoltre accordati per permettere alla polizia di provvedere alla loro sicurezza, anziché ricorrere a guardie del corpo private.
La Marcia della pace prevista tra Berewa e Koroma si è infine tenuta il 6 settembre, ma è stata boicottata da Koroma.
Gli osservatori dell'Unione Europea hanno fornito una valutazione positiva dell'andamento della giornata elettorale. In una dichiarazione del 10 settembre, il Segretario Generale dell'ONU Ban Ki-Moon ha elogiato il processo elettorale che ha dichiarato procedere in una "atmosfera generalmente ordinata e pacifica, nonostante le tensioni la violenza che hanno macchiato il periodo della campagna elettorale".
I primi risultati ufficiali forniti dal NEC il 10 settembre, hanno mostrato Koroma bene in testa con il 64% dei voti contro il 36% di Berewa, dato basato su poco più del 20% dei seggi; anche se comunque i risultati provenivano dall'ovest del paese, dove l'APC è più forte. Thorpe enfatizzava l'importanza di un'"atmosfera di calma" mentre i voti venivano contati e i risultati resi pubblici. Koroma reclamava la vittoria, dicendo che non era possibile per lui perdere, ma Reider dello SLPP lo accusava di "cercare di appropriarsi della vittoria" e diceva che secondo i dati dello SLPP, Berewa era in testa. Reider è stato inoltre fortemente critico sul rapporto degli osservatori europei, dove si avanzavano accuse riguardo al fatto che in alcune zone del sud e dell'est (dominate dallo SLPP) il numero dei votanti superava quello degli elettori registrati.
Con il 50,8% dei voti contati, Koroma ha circa il 58,5%; su 14 distretti, Koroma e Berewa sono primi in sette ciascuno. Lo stesso giorno, Kabbah raccomanda al popolo di accettare i risultati finali quando saranno resi noti, senza guardare a chi si dichiara vincitore.
Il 17 settembre 2007, il NEC dichiara che Koroma ha vinto le elezioni con il 54,6% dei voti contro il 45,4% di Berewa; Koroma ha 950.407 voti e Berewa 789.651. I risultati su un totale di 477 seggi sono stati invalidati perché c'erano più voti degli elettori registrati: 426 di questi seggi erano situati nel sudest favorevole al SLPP, mentre 45 erano situati nelle province settentrionali e sei in quelle occidentali. Questa decisione è stata presa da Thorpe e da due dei quattro Regional Commissioners; i due rimanenti Regional Commissioners, rappresentanti il sud e l'est, si sono dimessi per protesta quando Koroma è stato dichiarato il vincitore. Berewa prontamente ha ammesso la sconfitta. Secondo Kanu, sia Kabbah che Berewa hanno chiamato Koroma per congratularsi con lui. Il ricorso del SLPP, previsto per lo stesso giorno, è stato posticipato da un giudice.
Koroma ha giurato come presidente nella State House a Freetown il 17 settembre, lo stesso giorno dell'annuncio ufficiale dei risultati, a una cerimonia alla presenza di Berewa e Kabbah.
I 124 membri del parlamento hanno giurato il 25 settembre. Sono stati eletti Abel Stronge come Speaker imparziale e il membro dell'APC Victor Chukuma Johnson come Deputy Speaker. Edward Turay è stato scelto come leader del partito di maggioranza e Momoh Pujeh leader del principale partito di minoranza.